# الضربات الإيرانية على إسرائيل (أبريل 2024)
الضربات الإيرانية على إسرائيل، سُميت العمليَّة في إيران الوعدُ الصَّادق (بالفارسيَّة: وعده صادق)، هي هجمات عسكريَّة جويَّة محدودة بطائرات مُسيَّرة وعددٍ من الصَّواريخ البالستيَّة شَنّها الحرس الثوري الإيراني، بالتنسيق مع المقاومة الإسلامية في العراق، وحزب الله اللُّبناني وأنصار الله الحوثي اليمني في ليل 13 أبريل وحتى فجر 14 أبريل 2024 على إسرائيل. كانت هذه الحملة الهجوميَّة ردَّ فعل على الغارة الجوية الإسرائيلية على القًنصليَّة الإيرانية في دمشق في 1 أبريل، والتي قتل فيها 16 شخصًا منهم مسؤول إيراني كبير في فيلق القدس، وهي أول هجوم مباشر لإيران على إسرائيل منذ بداية حرب الوكالة الإيرانية الإسرائيلية بعد الثورة الإسلامية الإيرانية، كما عُدَّ الهجوم هو الأول من نوعه الذي تتعرض له إسرائيل من قبل دولة في المنطقة منذ الضربات الصاروخية التي شنها العراق في فترة حكم الرئيس صدام حسين عليها إبان حرب الخليج الثانية منذ أكثر من ثلاثة عقود، وُصِّفَ نطاق الهجوم بأنه من بين أكبر الهجمات التي شوهدت في الحروب الحديثة. ووصفته مصادر بأنه أكبر الهجمات الجوية بالطائرات المسيرة في التاريخ. ووصفته أيضًا وسائل إعلام إسرائيلية بأنه الأقسى من ناحية الأهمية والسياق، منذ قيام إسرائيل.
ذكرت قوات الدفاع الإسرائيلية أن إيران أَطْلَقَت أكثر من 300 صاروخ، منها نحو 170 طائرة مُسيَّرة وأكثر من 120 صاروخ باليستي، وادَّعت أن الغالبية العظمى من الصواريخ اعتُرِضت بنجاح. شملت عمليات الاعتراض الإسرائيلية تلك التي نَفَّذهَا نظامي حيتس 3 ومقلاع داوود. كما شاركت الولايات المتحدة والمملكة المتحدة والأردن بقوات لاعتراض الطائرات المُسيَّرة والصواريخ الإيرانية، بينما نَشَّرَت فرنسا سفنها البحرية. ووفقًا لإيران، كانت المسيرات انتحارية من نوع شاهد 136، وهي مسيرات مُصممة لمواجهة نظام الدفاع الجوي الإسرائيلي المذكور أعلاه، بحيث يمكن للعشرات من الصواريخ الباليستية في الموجة الثانية أن تخترق النظام.
اُعتُرِض عدد قليل من الصواريخ، بينما سبب صاروخًا واحدًا ضررًا طفيفًا للقاعدة الجويَّة نيفاطيم في جنوب إسرائيل، والتي لم تخرج عن الخدمة وبقيت تعمل. أفاد الأردن بسقوط بعض الشظايا على أراضيه، دون وقوع أضرار أو إصابات كبيرة. بينما أُبْلِغَ عن إصابة طفلة من بدو النقب، بسبب تعرضها لإصابة من قبل جزء من الصاروخ. أصيب كذلك 31 شخصًا آخر بإصابات طفيفة عرضية أثناء هروبهم إلى المناطق المحمية. وفي اليوم التالي قال مبعوث إيران لدى الأمم المتحدة إن الهجمات «يمكن اعتبارها قد انتهت».
ندد عدد من رُؤساء الدُّول والمنظمات في الأمم المتحدة، بالهجوم الإيراني على إسرائيل، وكان معظمهم يُحذر من خطر توسُّع نطاق الهجمات إلى حرب إقليمية شاملة.

## الخلفية
منذ انتصار الثورة الإسلامية في إيران عام 1979، أعلنت إيران عدائها لإسرائيل، واعتبرتها محتلة للأراضي الفلسطينية، ودعمت حركة حماس بالمال والسلاح، وقدمت تدريبًا عسكريًّا لأعضائها، كما دعمت إيران بقية الفصائل الفلسطينية المقاومة، ومنها: حركة الجهاد الإسلامي، وحركة الصابرين حصن. واتُهِمت إيران بمساعدة حزب الله أثناء حربه مع إسرائيل عام 2006. تتهم إيران أيضًا بقيامها بعمليات ضد إسرائيل والتخطيط لها، وبعضها من خلال حرب الوكالة.
تتهم إسرائيل كذلك بتنفيذها لعدد من العمليات ضد إيران، منها اغتاليها لعدد من العلماء النوويين الإيرانيين، ودعمها لحركة مجاهدي خلق (المصنفة كإرهابية في إيران) بالمال والسلاح. منذ 2011، وخلال الحرب الأهلية السورية، زادت حدة الصراع بين إسرائيل وإيران بشكل واضح.
في 7 أكتوبر 2023، نفذت حركة حماس والفصائل الفلسطينيَّة، هجومًا كبيرًا على منطقة غلاف غزة التي تسيطر عليها إسرائيل، مما أدى إلى نشوب حرب بين الطرفين. ردت إسرائيل بشن الغزو الإسرائيلي المستمر على قطاع غزة، والذي أدى، بحسب وزارة الصحة في غزة، إلى مقتل أكثر من 33 ألف فلسطيني في غزة حتى 13 أبريل 2024. واتهمت إيران إسرائيل بارتكاب جرائم إبادة جماعية ضد الفلسطينيين في غزة.
بعد السَّابع من أكتوبر، بدأ حزب الله، المدعوم من إيران في لبنان بقصف مناطق حدوديَّة شمال إسرائيل. كان هناك أكثر من 4,4 آلاف حادث وقصف مُتبادل سجلت بين حزب الله وإسرائيل منذ بداية الحرب، وقد أُخْلِيَ نحو 100 ألف مستوطن إسرائيلي من شمال إسرائيل منذ بدايه الصراع. وأطلقت إيران عدد من الصواريخ البالستية على أربيل، وذلك في مساء يوم 15 يناير 2024، وقالت إنها استهدفت مقر لعملاء الموساد. كما تم اتهام إيران بمساعدة أنصار الله الحوثيون في هجماتهم ضد السفن الإسرائيلية والأمريكية في البحر الأحمر، على الرغم من نفي إيران للدعم. وقامت الفصائل العراقية المدعومة إيرانيًا بشن هجمات على القواعد الأمريكية في العراق وسوريا والأردن واستهداف بعض الأهداف داخل إسرائيل.

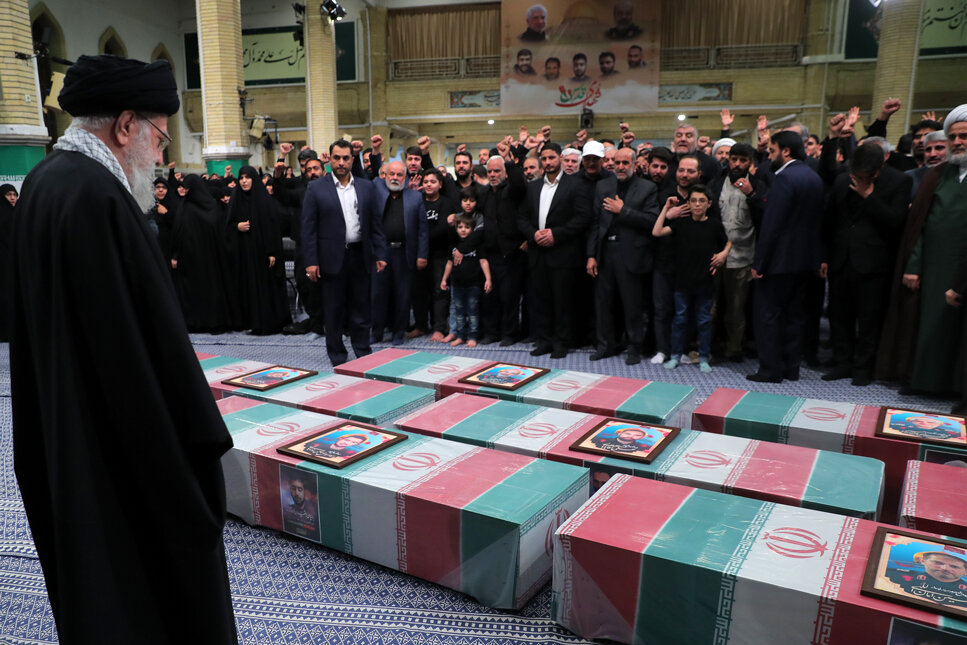
علي خامنئي أمام جثامين المسؤولين الإيرانيين الذين قتلوا في الهجوم الإسرائيلي على السفارة الإيرانية في دمشق

في 1 أبريل 2024، أغَارَ الطيران الإسرائيلي على مبنى القنصلية الإيرانية المجاورة إلى السفارة الإيرانية في دمشق، سوريا، وقتل 16 شخصًا، من بينهم الجنرال محمد رضا زاهدي، والذي يُعد قائدًا كبيرًا في فيلق القدس التابع للحرس الثَّوري الإيراني بجانب سبعة ضباط آخرين. وبعد الحادثة بقليل، تعهدت إيران بالانتقام ضد إسرائيل، وقد ادَّعت إيران أن المبنى كان جزءًا من مجمع السفارة، بينما زعمت إسرائيل أنه مبنى يستخدم من قبل الحرس الثوري ويقع خارج مجمع المجاورة من السفارة. نددت دول ومنظمات الدولية عديدة بالهجوم الإسرائيلي، بينما نفت الولايات المتحدة التورط في العمليَّة أو المعرفة السابقة.
في الأسابيع التي تلت الهجوم على القنصلية، حذرت دول غربيَّة عديدة منها الولايات المتحدة وفرنسا وألمانيا والمملكة المتحدة، إيران من مهاجمة إسرائيل، قائلة إن مثل هذا الهجوم سيكون تصعيدًا كبيرًا ويمكن أن يؤدي إلى رد عسكري من قبل الغرب ضد إيران. كما حذرت تل أبيب، إيران من أن مثل هذا الهجوم قد يؤدي إلى رد عسكري إسرائيلي مباشر على الأراضي الإيرانية. وبحسب ما ورد، فقد اتخذت المملكة العربية السعودية والإمارات وعمان والكويت خطوات عدة لمنع الولايات المتحدة من استخدام قواعدها في أراضيهم لشن هجوم محتمل ضد إيران. في أوائل أبريل 2024. في المقابل أرسلت إيران رسالة عبر السفارة السويسرية إلى الولايات المتحدة، تهدد فيها بمهاجمة القواعد العسكرية الأمريكية في حالة دعمها في عدوان إسرائيلي محتمل. كما عبَّرت إسرائيل عن أن إيران ستتحمل العواقب في حال اختارت تصعيد الموقف.
وفي أولى الخطوات الانتقاميَّة الإيرانيَّة، وتحديدًا قبل يومٍ من العمليَّة الهجوميَّة، تبنت إيران مسؤولية الاستيلاء على السفينة البرتغاليَّة "MCS ARIES" والمملوكة جُزئيًا إلى إسرائيل، وذلك في مضيق هرمز.

خريطة مضيق هرمز

## مسار الأحداث

### 13 أبريل
شنت إيران هجومًا بطائرات مسيرة استهدفت إسرائيل مساء يوم 13 أبريل 2024. وشمل الهجوم عشرات المسيرات الانتحاريَّة وفقًا لمسؤولين إسرائيليين وأمريكيين. بينما قدرتها وسائل إعلام إيرانيَّة مبدئيًا بنحو 50 طائرة مسيَّرة. وقد تحدثت وكالة الأنباء الإيرانيَّة عن مصدر مُطلع بإطلاق دفعة أولى من الصَّواريخ الباليستيَّة نحو إسرائيل. بينما نفت إذاعة الجيش الإسرائيلي أنه رصد إطلاق صواريخ باليستية تجاهه. وقد نشرت الإذاعة الرَّسميَّة الإسرائيليَّة أنباءً عن انطلاق مُسيَّرات من اليمن نحو منطقة إيلات والبحر الأحمر تُشارك في الهجمة.
أطلقت إيران عشرات المسيرات والصواريخ خلال الهجوم. شوهدت المسيرات والصواريخ في أجواء العراق، وعلى النقيض شوهدت سماء غزة خالية من أي طائرات مسيرة لأول مرة منذ 7 أكتوبر.
قصفت إسرائيل بالمدفعية مُحيط بلدتي كفر شوبا، وحلتا، ووادي برغز في جنوب لبنان تزامنًا مع الهجوم الإيراني. بينما قَصَفَ حزب الله المستوطنات والمواقع العسكرية الإسرائيلية في الجليل الأعلى والجولان السوري المحتل بصواريخ غراد تزامنًا مع الهجمات الإيرانية.

### 14 أبريل
أعلن الجيش الإسرائيلي أنه رصد إطلاق 100 مسيرة باتجاه إسرائيل. واعترضت طائرات عسكرية أمريكية وبريطانية عدة مسيرات فوق الحدود العراقية السورية، شاركت سفن البحرية الأمريكية في اعتراض المسيرات والصواريخ المهاجمة، وسُجل أول استخدام في المعركة لصاروخ ستاندارد ميسايل 3 المضاد للصواريخ. وأعلنت الأردن أن دفاعاتها الجوية ستسقط أي مسيرات تنتهك مجالها الجوي. ووجهت إيران تحذيرًا للدول التي ستفتح أجوائها أو أراضيها لهجمات إسرائيلية عليها، ونقلت وكالة أنباء فارس عن مصدر قوله إن طهران تراقب عن كثب الأردن الذي قد يُصبح «الهدف التالي في حال أي تحرك (لصالح إسرائيل)». وفي نحو الساعة 2:00 صباحًا بالتوقيت المحلي، سمعت انفجارات قوية في القدس، بينما كانت صفارات الإنذار تنطلق في عدة أنحاء من إسرائيل والضفة الغربية والبحر الميت.
تلا هجوم المسيرات إطلاق الموجة الأولى من الصواريخ الباليستية، وأعلن المتحدث العسكري الإسرائيلي إسقاط 10 صواريخ كروز خارج الحدود، تزامن ذلك بكشفه أولى التقارير عن الخسائر جراء الهجوم الإيراني التي تفيد بإصابة قاعدة للجيش جنوبي إسرائيل بأضرار طفيفة بالبنية التحتية، إلى جانب إصابة مطار عسكري وجرحت طفلة بدوية بجروح خطيرة في منطقة عراد في النقب. ونشرت فيديوهات وصور لاعتراض الصواريخ الإيرانية وهي تطير فوق الكنيست والمسجد الأقصى في القدس، وصور ومقاطع فيديو لها وهي تسقط على قاعدة رامون الجوية.
أعلنت بعثة إيران في الأمم المتحدة انتهاء الهجوم الإيراني بعد عدة ساعات من انطلاقه وأضافت «إذا ارتكب النظام الإسرائيلي خطأ آخر سيكون الرد الإيراني أكبر بكثير».

## النتائج والتحليلات
أطلقت إيران ما بين 100 إلى 500 مسيرة وصاروخ على أقصى تقدير تزامن ذلك مع إطلاق الحوثيين مسيرات من اليمن وإطلاق حزب الله 28 صاروخًا تجاه الجولان المحتل. ادعت إسرائيل بمساعدة الولايات المتحدة وبريطانيا والأردن وفرنسا أنها اعترضت أغلب المسيرات والصواريخ قبل وصولها إلى أهدافها. تمكنت بعض الصواريخ الإيرانية من الوصول إلى جنوب إسرائيل وسقطت في النقب حيث أصابت سبعة صواريخ قاعدة رامون الجوية وأفادت وكالة إرنا الإيرانية أن هذه الصواريخ من نوع خيبر. وقالت إسرائيل إن القاعدة أصيبت بأضرار طفيفة. نجم عن اعتراض أحد الصواريخ فوق النقب سقوط شظايا أصابت طفلة بدوية (7 سنوات) بجروح خطيرة في رأسها كما عولج 31 إسرائيليًا من إصابات طفيفة نتيجة التدافع نحو الملاجئ أو من نوبات الهلع. تكبدت إسرائيل 1.35 مليار دولار في ليلة واحدة تكلفة صد الهجوم الإيراني.
ظهر مقطع متداول لإيتمار بن غفير (وزير الأمن القومي الإسرائيلي) تحدث فيه عن السابع من أكتوبر وعملية طوفان الأقصى ثم ذكر أن الهجوم الإيراني تسبب في تدمير قاعدتين عسكريتين لإسرائيل، وأن ذلك أدى إلى مقتل عدد من الجنود (دون التوضيح إن كان يقصد أنهم قتلوا في السابع من أكتوبر أو نتيجة الضربات الإيرانية)، كما نُشرت صور أقمار صناعية لقاعدة نفاطيم الجوية تظهر أضرارًا في المباني والمدرجات وحظائر الطائرات. وفقًا لتحليل إسرائيلي لصحيفة معاريف فإن اعتراض الصواريخ والمسيرات الإيرانية جرى بنسبة 84% فقط، كما ذكرت إصابة واحدة بمبنى في محيط مفاعل ديمونا النووي، ورجحت أيضًا تضرر قاعدتيّ نفاطيم ورامون العسكريتين، وذكرت الصحيفة أن التحليل جرى وفق صور الأقمار الصناعية. حسب التقارير الأخرى، أصيبت قاعدة رامون بخمس إصابات نتيجة سقوط 4 صواريخ عليها، وأظهر التقرير إصابة منطقة جبل الشيخ بطائرة مسيرة خلافًا للرواية الإسرائيلية التي تؤكد عدم وصول أي طائرة مسيرة.
وفقًا للمحلل واصف عريقات فإن إسرائيل تتعمد التستر على هذه الإصابات للمنشئات العسكرية المهمة حفاظًا للحالة المعنوية للجنود، كما أكد أن الجيش الإسرائيلي يصدر بياناته بما يخدم مصلحة إسرائيل، واحتمل انخفاض نسبة اعتراض المسيرات والصواريخ من 84% إلى 50% لاحقًا. كما اعتبر محللون آخرون كون إسرائيل تتعمد التقليل من أهمية الضربات الإيرانية والتستر على الأضرار والخسائر التي سببتها، مستشهدين بسخرية وتستر إسرائيل على الأضرار التي سببتها الهجمات الصاروخية العراقية عام 1991، حتى اعترفت بالخسائر بعد مدة طويلة. كما رأى البعض الآخر أن رواية إسرائيل حول القضاء على غالبية الصواريخ الإيرانية غير صحيحة، بسبب رؤية الصواريخ في الأجواء.
بالمقابل وصف بعض المحللين الرد الإيراني بأنه «حفظ لماء الوجه» بسبب تواضع نتائجه،  خاصة مع طلب بايدن من نتنياهو عدم الرد على الهجوم. فيما أشار محللون آخرون إلى أن إيران تهدف من خلال هذه الضربة إلى إرسال رسائل سياسية وأنها قادرة على ضرب إسرائيل في حال حدوث أي هجوم منها، وأنها كشفت ضعف الدفاعات الجوية والقبة الحديدية في صد الصواريخ الإيرانية التي اخترقت الأجواء الإسرائيلية. ويرى فايز الدويري أن الرد الإيراني كان مدروسًا بدقة وذلك خوفًا من أي تصعيد يقود المنطقة إلى حرب شاملة، واعتبره «رد اعتبار» يُجبر إسرائيل على إعادة حساباتها في حال قررت مهاجمة الأراضي الإيرانية. كما قال عبد الباري عطوان: إن إسرائيل «فقدت هبيتها وأمانها» بعد تلك الضربات.
وصف جون بولتون الهجمات بأنها سببت «فشل هائل للردع الأمريكي الإسرائيلي» ووصف رفض جو بايدن شن هجمات انتقامية على إيران بأنه «أمر محرج». ساهم الرد الإيراني في تعميق الخلافات الداخلية الإسرائيلية بشكل أكبر، حيث وجهت انتقادات كبيرة لرئيس الأركان هرتسي هليفي ولقادة إسرائيليين أخرين، وقال زعيم المعارضة الإسرائيلية يائير لبيد بأن «حكومة نتنياهو يجب أن ترحل لأنها ستجلب المزيد من الخراب لإسرائيل».
قال الرئيس الفرنسي إيمانويل ماكرون أن مشاركة فرنسا في عمليات الاعتراض جاءت بناءًا على طلب الأردن. تعرضت الأردن إلى انتقادات بسبب تدخلها في عمليات الاعتراض الذي وصف بأنه يحمي إسرائيل ويساندها ضد الضربات الإيرانية. قالت صحيفة جيروزاليم بوست الإسرائيلية بأن الهجوم الإيراني أظهر أن أعمال السابع من أكتوبر لن تقوض التحالف الإسرائيلي السني.
أفاد موقع ذا إنترسبت أن القوات الأمريكية «قامت بمعظم العمل الشاق ردًا على رد إيران على الهجوم على سفارتها في دمشق»، حيث أسقطت طائرات مسيرة وصواريخ أكثر مما أسقطته إسرائيل. كما أشار التقرير إلى أن المملكة المتحدة وفرنسا والأردن ساعدت أيضًا في إسقاط مقذوفات. وأضاف الموقع أن هذه كانت المرة الأولى منذ عام 1991 التي تقوم فيها دولة بمهاجمة إسرائيل بشكل مباشر، ورغم التعامل مع مسافات طويلة للغاية واستخدام أسراب من الصواريخ الوهمية للتهرب من أنظمة الدفاع في المنطقة، فقد تمكن الهجوم من ضرب هدفين عسكريين إسرائيليين بنجاح، خيث سقطت خمسة صواريخ في قاعدة نيفاطيم الجوية، وأربعة صواريخ أخرى.
قالت صحيفة ذي إيكونوميست أن الضربة كانت «فشلاً عسكرياً»، مضيفةً أن إيران «ربما أخطأت في حساباتها». بعد بضعة أشهر، كتبت الصحيفة أن «الاستراتيجيين الإيرانيين قد يتساءلون، بعد فوات الأوان، عما إذا كانوا قد أخطأوا في أبريل. فالقصف الذي أطلقوه على إسرائيل لم يخلق رادعاً. بل ربما دفعهم إلى تصعيد الحرب مجدداً - مع تعريض وكلائهم، وأنفسهم، لخطر كبير». وكتبت الجزيرة أن إيران، بتوقفها عن الاعتماد كلياً على وكلائها، وبشنها أول هجوم لها على إسرائيل من أراضيها، والذي كان أكبر هجوم صاروخي لها على الإطلاق، والذي اعتبر أيضا أكبر هجوم بطائرات بدون طيار في التاريخ العسكري، قد عززت ردعها وقوتها الناعمة في العالم الإسلامي الأوسع. وذكرت صحيفة الغارديان أن بعض المحللين يعتقدون أن هجوم إيران قد حطم سياسة الردع الإسرائيلية.

## الرد الإسرائيلي
شنت إسرائيل سلسلة من الهجمات الانتقامية على مواقع عسكرية إيرانية في 19 أبريل. وتشير التقارير إلى أن أحد هذه الهجمات وقع بالقرب من أصفهان. كما أُبلغ عن وقوع انفجارات في مواقع عسكرية في سوريا والعراق. مع نفي إيراني وقوع هجوم خارجي.
لا يُعرف أبعاد الهجوم في ظل تكتم الطرفين وخلص بعض المحللين إلى أن طائرات إسرائيلية أطلقت صواريخًا باليستية، يُرجح أنها من نوع بلو سبارو، فأصابت رادار يتبع بطارية دفاع جوي من نوع إس-300 في القاعدة القتالية الثامنة لسلاح الجو الإيراني في أصفهان، كما ظهر من تحليل صور الأقمار الصناعية. فشل أحد الصواريخ في الوصول إلى هدفه وسقط في العراق. فيما صرح مسؤولون إيرانيون أن أصوات الانفجارات التي سُمعت كانت ناجمة عن إسقاط وسائل الدفاع الجوي الإيراني لمسيرات صغيرة وأن منشآتهم النووية آمنة تماماً ومن بينها منشأة نطنز في أصفهان حيث سُمعت الانفجارات.
أما في العراق، هز انفجار قاعدة كالسو التي يستخدمها الحشد الشعبي مما أدى إلى وقوع أضرار مادية وسقوط قتيل وثمانية مصابين على الأقل، ووجهت أصابع الاتهام إلى إسرائيل. واستهدفت غارات جوية إسرائيلية مواقع للجيش السوري في محافظتي السويداء ودرعا جنوبي سوريا. وشملت الغارات استهداف مطار الثعلة العسكري في السويداء وكتيبة رادار تقع بين إزرع وقرفا في درعا.

## ردود الفعل الدولية

### العالم العربي
- فلسطين:
  -  حركة حماس: أصدرت حماس بيانًا عبرت فيه عن تأييدها للضربات الإيرانية، واعتبرها «حقًا طبيعيًا وردًا مستحقًا على جريمة استهداف القنصلية الإيرانية في دمشق واغتيال عدد من قادة الحرس الثوري فيها»، ودعا البيان الأمة العربية والإسلامية إلى مواصلة الدعم والإسناد لعملية طوفان الأقصى.[171]
    -  أشار أبو عبيدة (المتحدث الرسمي باسم كتائب الشهيد عز الدين القسام) إلى رد إيران في خطابه، وذكر أن الرد «بحجمه وطبيعته أربك حسابات إسرائيل»، وأنه أسس لقواعد اشتباك جديدة.[172][173]

  -  حركة المجاهدين الفلسطينية: باركت الحركة لإيران ردها على إسرائيل، وعبرت عن تأييدها للضربات.[174]
  -  حركة الجهاد الإسلامي: اعتبرت الرد الإيراني حق طبيعي ومشروع إزاء الأعمال التي ترتكبها إسرائيل.[175]
  -  الجبهة الديمقراطية: أكدت وقوفها مع إيران واعتبرت الرد حق مشروع في الدفاع عن السيادة الوطنية، وقالت في بيان صحفي لها: «نجحت إيران في إخراس الأصوات التي راهنت على عدم رد طهران».[176]
  -  الجبهة الشعبية: اعتبرت الضربات الإيرانية رد طبيعي ومستحق في الدفاع عن أراضيها، وأنها جائت في سياق الرد على المجازر الجماعية التي تركتبها إسرائيل في غزة، وعلى اغتيالها لعدد من العلماء الإيرانيين في أوقات سابقة.[177]
  -  فتح الانتفاضة: اعتبرت أن هذا الرد «جاء ليغير قواعد الاشتباك بالمنطقة»، وأن إيران ومحور المقاومة يشكلون قوة ردع لإسرائيل، كما أشارت إلى كون الرد مؤكدًا لما يُسمى بـ«وحدة الساحات» لدى محور المقاومة.[178][179]
  -  لجان المقاومة الشعبية: باركت الرد الإيراني، واعتبرته دفاع عن النفس.[179]
  -  جبهة النضال الشعبي الفلسطيني: اعتبرت الرد دعم كبير وأساسي للشعب الفلسطيني والمقاومة الفلسطينية، كما اعتبرته رسالة ردع لأمريكا وإسرائيل.[180]
- الجزائر: شيدت بإيران لهجومها وتعهدت بدعمها.[181][استشهاد مختصر منقوص البيانات][بحاجة لمصدر أفضل]
- لبنان: أغلقت لبنان أجوائها الجويَّة مؤقتًا اعتبارًا من الساعة الواحدة من فجر يوم 14 أبريل، وذلك للحفاظ على أمن وسلامة المدنيين والطائرات المدنية.[182]
  -  حزب الله: أصدر بيان بارك فيه لإيران الرد على إسرائيل، واعتبر الرد حق طبيعي في الدفاع عن نفسها، وأضاف أن العملية «حققت أهدافها العسكرية المحددة بدقة»، كما أكد البيان أن هذه الضربات ستؤسس لمرحلة جديدة على مستوى القضية الفلسطينية.[183]
  -  حركة أمل: أكد نبيه بري أن الرد الإيراني⁩ «أرسى قواعد اشتباك جديدة على مستوى المنطقة برمّتها».[184]
- الأردن: أغلقت الأردن أجوائها الجويَّة أمام جميع الطائرات القادمة والمُغادرة والعابرة مُؤقتًا وذلك "في ضوء تصاعد المخاطر المحيطة في المنطقة" حسب بيانٍ لهيئة الطيران المدني في الأردن.[185]
- العراق: أعلنت السلطات العراقية مساء السبت إغلاق المجال الجوي وإيقاف حركة الملاحة الجوية.[186]
  -  كتائب حزب الله: أصدر بيان يبارك فيه لإيران العملية، معتبرًا إياها مصداقًا واضحًا لـ«لردع العدو»، كما انتقد البيان الأردن بسبب مشاركتها في صد المسيرات والصواريخ الإيرانية التي كانت في طريقها لإسرائيل.[187]
- مصر: دعت الرئاسة المصريَّة في بيانٍ لها إلى مُمارسة أقصى درجات ضبط النَّفس لتجنيب المنطقة وشعوبها أي اضطرابات أو توترات.[188] فيما أعلن مصدر أمني رفيع المستوى أن الدفاعات الجوية المصرية في حالة تأهب قصوى.[189]
- السعودية: أعربت عن قلقها جراء التصعيد الحاصل، ودعت جميع الأطراف إلى ضبط النفس.[190]
- قطر: أعربت دولة قطر عن قلقها العميق، ودعت جميع الأطراف إلى وقف التَّصعيد وتهدئة التوترات وممارسة أقصى درجات ضبط النَّفس.[191]
- عُمان:
  - أيد مفتي عمان، الشيخ أحمد الخليلي الضربات الإيرانية، كما وصف الرد بكونه «جريء».[192]
- اليمن:
  -  حركة أنصار الله: أصدرت وزارة الخارجية اليمنية التابعة لحركة أنصار الله بيان أكدت فيه أن الضربات الإيرانية متوافقة مع القانون الدولي وميثاق الأمم المتحدة.[193]
    - أكد عبد الملك الحوثي في خطاب له أن رد إيران استهدف أهم قواعد إسرائيل العسكرية في فلسطين المحتلة، كما وتحدث عن سعي بعض الدولة العربية «لإعاقة الرد الإيراني» وعن بعض العروض التي وجهت لإيران للتراجع عن الرد، وأضاف: «الرد الإيراني كان مهمًا وقويًا ولأهداف مهمة شارك المحور أيضًا في الرد من مختلف الجبهات المساندة».[194]

### العالم الغربي
- المملكة المتحدة: ندد رئيس الوزراء البريطاني ريشي سوناك بالهجوم الإيراني الذي وصفهُ بالمُتهور، مُؤكدًا أن بريطانيا ستواصل الدفاع عن أمن إسرائيل وشركائها الإقليميين بما في ذلك الأردن والعراق.[195] ذكر سوناك أن الطائرات البريطانية أسقطت عددًا من المسيرات الإيرانية.[196]

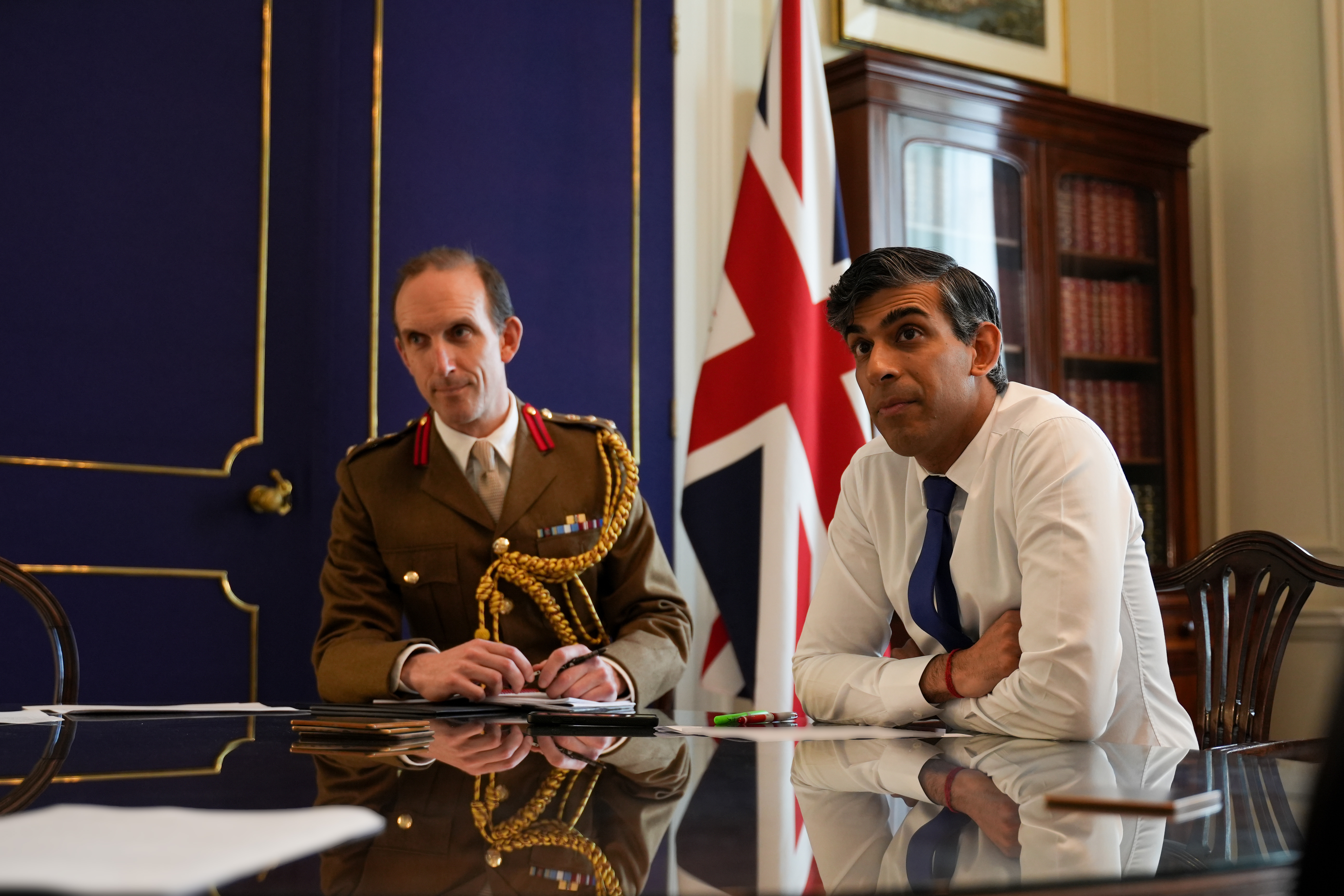
رئيس الوزراء البريطاني ريشي سوناك خلال مكالمة مع مجموعة الدول السبع الذين ناقشوا الهجوم

- فرنسا: أدانت فرنسا الهجوم الإيراني على إسرائيل، ووصفته بأنه هجوم غير مسبوق، واعتبرت تلك الخطوة تهديدًا للاستقرار في المنطقة.[197]
- الولايات المتحدة الأمريكية: أدان الرئيس الأمريكي جو بايدن الهجمات الإيرانيَّة وأكَّد أن الولايات المتحدة مُلتزمة بالدفاع عن أمن إسرائيل.[191] كما صرح وزير الدفاع لويد أوستن "ندين الهجمات المتهورة وغير المسبوقة التي تشنها إيران ووكلاؤها، وندعو إيران إلى الوقف الفوري لأي هجمات أخرى، بما في ذلك الهجمات التي تشنها قواتها بالوكالة، وتهدئة التوترات.. نحن لا نسعى إلى صراع مع إيران، ولكننا لن نتردد في العمل لحماية قواتنا ودعم الدفاع عن إسرائيل".[198]

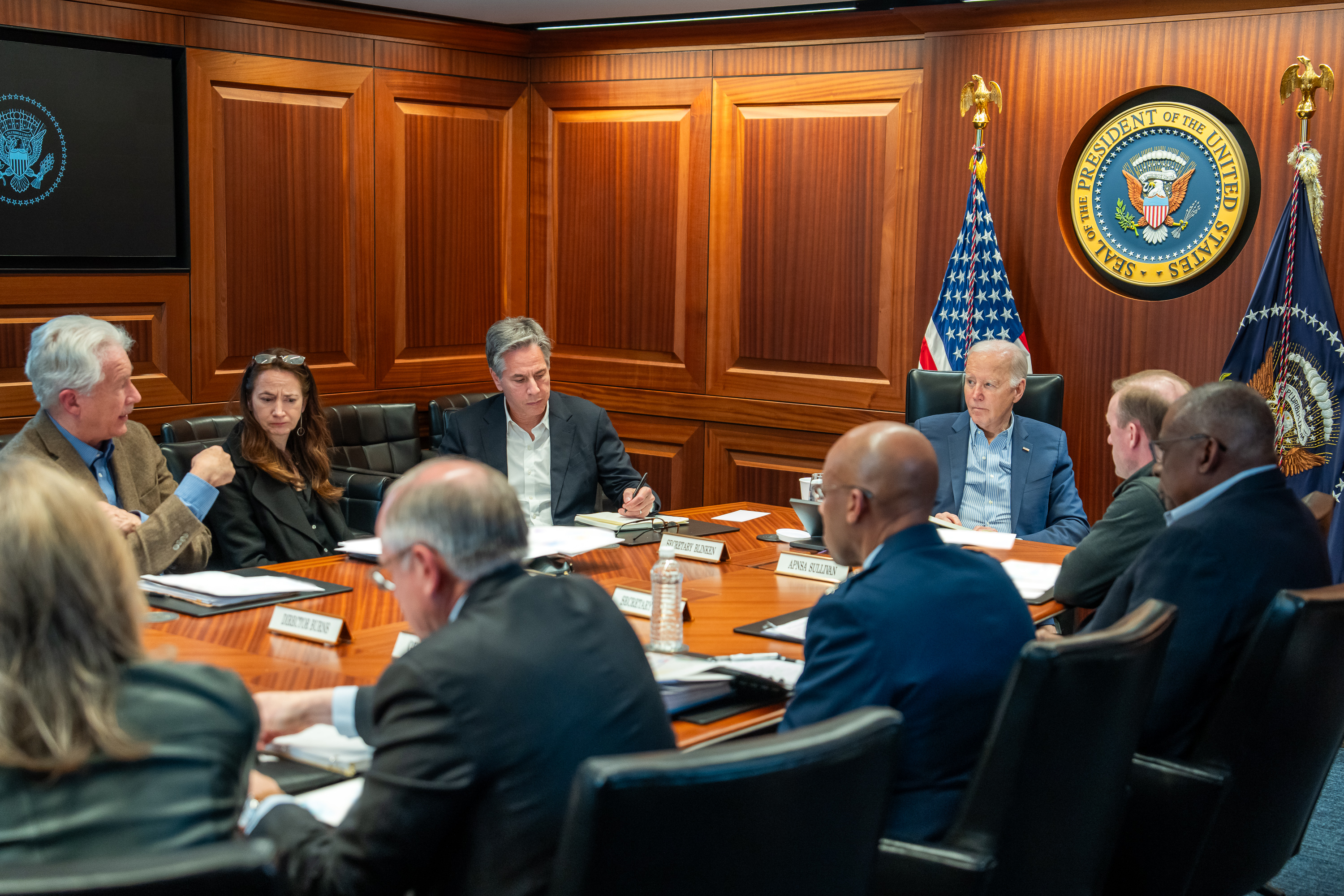
الرئيس الأمريكي جو بايدن مع القادة الأمريكيين لتقييم الهجمات

- كندا: عبر رئيس الوزراء الكندي جاستن ترودو عن تأييده لحق إسرائيل في الدفاع عن نفسها، مُشيرًا إلى أن «الهجمات تُظهر مرةً أخرى استخفاف النظام الإيراني بالسلام والاستقرار في المنطقة».[191]
- أوكرانيا: أدان الرئيس فولوديمير زيلينسكي الهجوم الإيراني، مشيرًا إلى أن تصرفات إيران «تهدد المنطقة والعالم».[199]
- ألمانيا: أدانت الضربات الإيرانية على إسرائيل، وقالت إنها تقف إلى جانب إسرائيل.[200]
- إيطاليا: أعربت جورجا ملوني عن قلقها جراء الضربات، ودعت إلى اجتماع لمجموعة الدول الصناعية السبع.[201]
- هولندا: ندد رئيس الوزراء الهولندي مارك روته بالضربات، وطالبت هولندا بفرض عقوبات إضافية على إيران بسبب الضربات.[202][203]

### دول أخرى
- روسيا: أصدرت وزارة الخارجية الروسية بيانًا دعت فيه جميع الأطراف إلى ضبط النفس، وعبرت عن قلقها من أي تصعيد آخر.[204]
- الصين: دعت الصين جميع الأطراف إلى ضبط النفس خوفًا من أي تصعيد آخر، واعتبرت هذه الضربات ضمن تداعيات الحرب في غزة.[205][206]
- اليابان: ندَّدت وزارة الخارجيَّة اليابانيَّة بقوَّة الهجوم الانتقامي الإيراني على إسرائيل، ووصفته بأنه تصعيد للأحداث، كما عبَّرت عن قلقها العميق إزاء الوضع.[207]
- باكستان: أكد وزير دفاع باكستان خواجه محمد آصف على حق إيران برد على استهداف سفارتها في دمشق، وحذر من أن تزايد التوترات سيؤثر على دول أخرى وان الحرب قد تصل إلى الدول الداعمة لإسرائيل.[208]

### المنظمات الدولية
- الاتحاد الأوروبي: بعد أيام قليلة من الهجوم، قرر الاتحاد الأوروبي فرض عقوبات جديدة على الشركات الإيرانية المسؤولة عن إنتاج الطائرات المسيرة والصواريخ.[209]
- الأمم المتحدة: أدان الأمين العام للأمم المتحدة أنطونيو غوتيريتش الهجوم ووصفه بأنه «تصعيد خطير».[210]

## ردود الفعل الشعبية
خرج الآلاف من الإيرانيين إلى الشوارع احتفالًا بالهجوم في عدد من المدن، منها طهران وقم، وتجمهر الآخرون أمام مرقد قاسم سليماني في كرمان للاحتفال، وشهدت الاحتفالات رفع أعلام حزب الله اللبناني وصور لقاسم سليماني، مع ترديد عبارات الموت لأمريكا ولإسرائيل، وإطلاق للألعاب النارية. وخرج الآلاف من المواطنين اللبنانيين للاحتفال بالهجوم الإيراني في الضاحية الجنوبية.

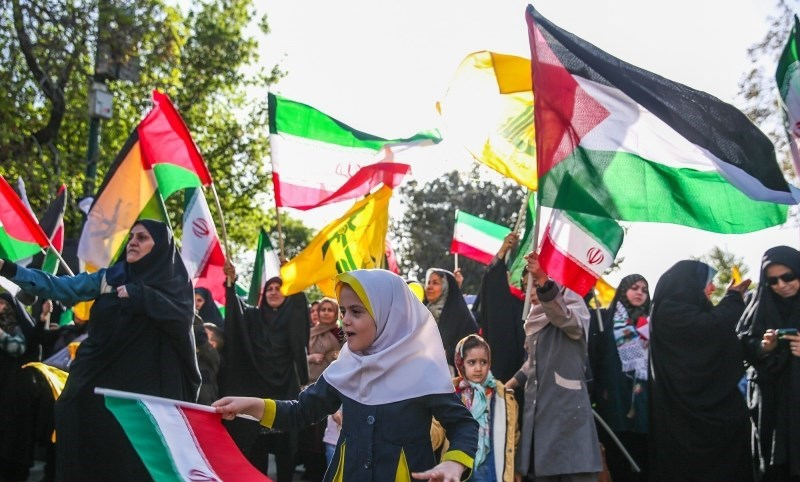
إيرانيون في مدينة قزوين الإيرانية يحتفلون ويدعمون الضربات التي جاءت على إسرائيل في يوم 16 أبريل

وفي العراق شوهدت الصواريخ والمسيرات الإيرانية أثناء مرورها فوق عدد من المدن، وتجمهر مواطنون عراقيون واحتشدوا أمام السفارة الإيرانية في بغداد، والقنصلية التابعة لها في كربلاء، وعبروا عن فرحهم وتأييدهم للضربات. كما انطلقت في البصرة مسيرة للحشد الشعبي وبعض العشائر تأييدًا للرد، ونُشر مقطع فيديو في صباح يوم 14 أبريل لباعة في سوق الحلة الكبير بمحافظة بابل وهم يقومون توزيع المأكولات والمشروبات مجانًا على المواطنين ابتهاجًا بالهجوم الإيراني، كما شهدت المدينة بخروج مسيرة احتفالية في نفس اليوم. تفاعل العديد من الفلسطينيين النازحين في غزة بعد رؤيتهم للصواريخ والمسيرات الإيرانية في أجواء إسرائيل، كما عبر الصحافي الفلسطيني عبود بطاح عن شكره لإيران. ومع وصول الدفعة الأولى من الصواريخ والمسيرات شهدت نابلس تكبيرات من قبل الأهالي بعد رؤيتهم للصواريخ والمسيرات كتعبير عن الفرح، كما شوهدت الصواريخ والمسيرات في مدن فلسطينية أخرى منها جنين والقدس. ونشر فديو متداول لسيدة فلسطينية تصرخ بـ «لبيك يا حسين» وذلك بعد اختراق الصواريخ والمسيرات الإيرانية أجواء إسرائيل. وأثناء عبورها على الخليل، شهدت المدينة فرح وابتهاج وتكبيرات الأهالي، ورددوا عبارات مثل: «لبيك يا غزة» و«لبيك يا خامنئي» وشعارات الموت لأمريكا ولإسرائيل والثأر لغزة. فيما علق محمد هنية عبر حسابه في تويتر: «من رفح.. نشاهد قصف إيران لفلسطين المحتلة. ليست مسرحية.. وإذا كانت كذلك، فأكثروا منها، نحن نُحبها»، كما تفاعل فلسطينيون آخرون وعبروا عن فرحتهم بالرد الإيراني عبر مواقع التواصل الاجتماعي.

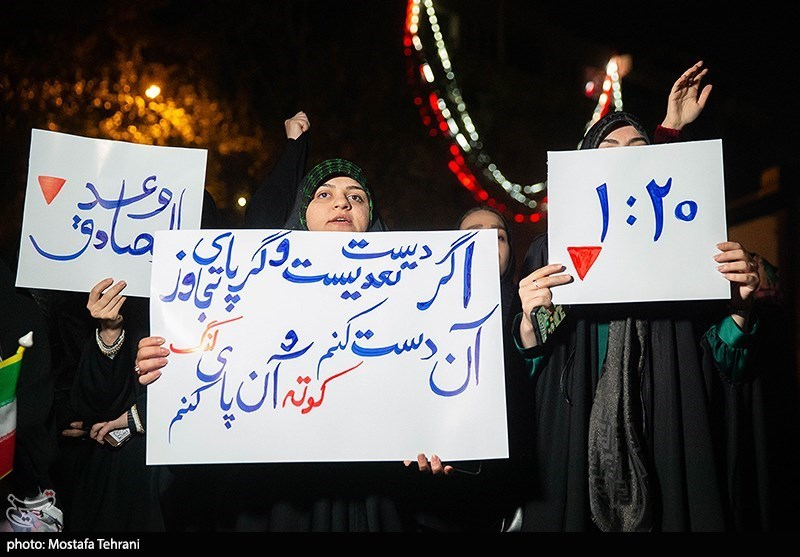
متظاهرين إيرانيين يدعمون الضربات خلال تظاهرة في العاصمة الإيرانية طهران

### في الإنترنت
تداوَلَ نُشَطاءٌ على مواقع التواصل الاجتماعي بأن توقيت الرد الإيراني صادف ذكرى يوم غزوة الخندق التي وقعت بين المسلمين بقيادة النبيُّ مُحمَّد والأحزاب الذين هم مجموعة من القبائل العربية ومن بينهم يهود بعد أن نقضوا عهدهم مع النبي، وذلك في الخامس من شوال عام الخامس بعد الهجرة وفقَ مصادرٍ، إذ أشار البعض أن الرد كان يحمل دلالاتٍ تاريخية مَقصودةٍ ومُعَبِرة.